# Natura 2000-område nr. 22 Kielstrup Sø
Natura 2000-område nr. 22 Kielstrup Sø er en brakvandet stærkt næringspåvirket sø på 40 ha. Den kan betegnes som en kystlagune ved nordsiden af Mariager Fjord, som den adskilles fra med en sluse. Kielstrup Sø gennemstrømmes af en klar kildebæk, Karls Møllebæk. og omgives af moser, kildevæld, hedebakker, overdrev, strandenge, krat og skove. Naturplanområdet har et areal på 509 hektar, og består af EU-habitatområdeet H22, der omfatter skovene og bakkerne omkring søen og skrænterne langs fjorden, et par km mod vest, mod Hobro. 171 ha er omfattet af naturbeskyttelseslovens § 3. Der er 42 ha løvskov og 148 ha nåleskov. 410 hektar omkring Kielstrup Sø blev i 1966 fredet for at beskytte og bevare det markante landskab.
Der er en enkelt forekomst af bilag IV-arten Gul stenbræk i områdets sumpkilder, og stor vandsalamander er også på udpegningsgrundlaget. Ved ved søbredden findes en skarvkoloni.
Natura 2000-planen er vedtaget i 2011, hvorefter kommunalbestyrelserne
og Naturstyrelsen udarbejdede bindende handleplaner, som skal sikre
gennemførelsen af planen. Planen videreføres og videreudvikles i  senere planperioder.
Natura 2000-området ligger i Mariagerfjord Kommune, og naturplanen er koordineret med vandplanen 1.3 Mariager Fjord.
- Kielstrup Sø set fra den 38 meter høje Lundshøj, nordvest for søen
- Skarvkoloni ved nordsiden af Kielstrup Sø